# BWP-40
Опытная польская БМП на базе гусеничного шасси BWP-1 (БМП-1 по лицензии серийно производившегося в Польше).

## История создания

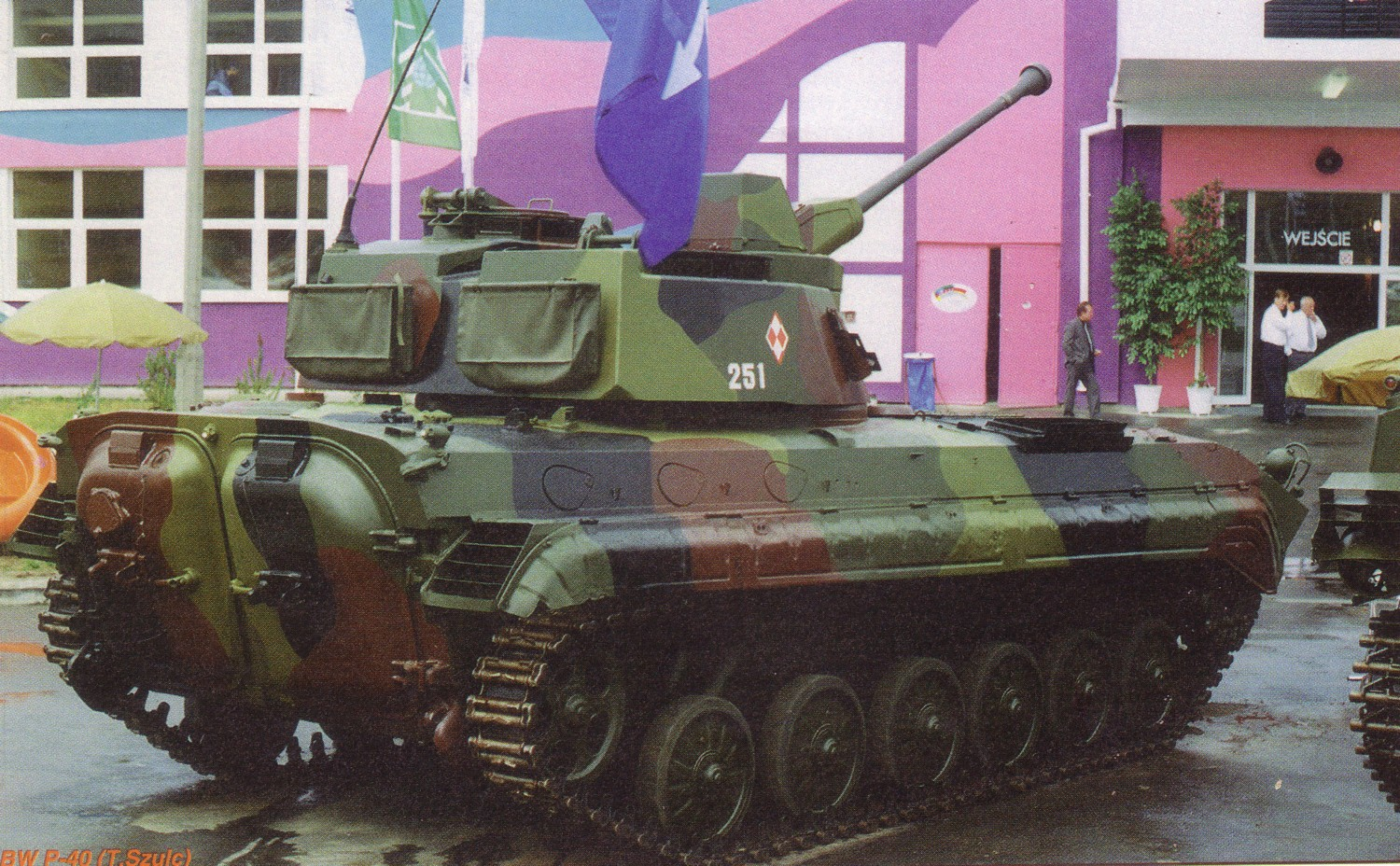
BWP-40

Со временем BWP-1 перестали отвечать требованиям современного боя, и это стало причиной их основательной модернизации с последующей заменой современными конструкциями. В результате усилий, предпринятых польскими КБ, появились прототипы ряда боевых машин, в основе которых лежали те же BWP-1.
Первой из них стала машина, получившая обозначение BWP-40 — на стандартном корпусе BWP-1 была установлена башня шведской боевой машины пехоты CV-90. Машина является детищем польского предприятия OBR «Сталёва-Воля» и шведской фирмы «Бофорс».

## Конструкция
В броневой маске башни смонтирована 40-мм автоматическая пушка L/70B со скорострельностью 300 выстрелов в минуту и боепитанием из коробчатых магазинов емкостью по 24 выстрела в каждом. С пушкой спарен 7,62-мм пулемет, по бортам башни установлены дымовые гранатометы, а в кормовой части башни смонтирована двуствольная система «Лиран» для запуска осветительных ракет.
Кроме повышения огневой мощи, использование этой башни позволяет решить ещё одну важную проблему. Суть дела состоит в том, что фирмой «Бофорс» разработана 40-мм ЗСУ CV-9040AA «Хамелеон» с башней аналогичной конструкции, но имеющей угол возвышения не 30°, а 50°. Таким образом, решая технические вопросы, связанные с установкой на BWP-1 башни фирмы «Бофорс», польские специалисты решали и вопрос создания на базе BWP-1 новой ЗСУ для обеспечения ПВО на батальонном уровне.
Для установки на BWP-1 большей по размерам и массе башни, в конструкцию машины были внесены следующие изменения: ликвидированы два передних люка в крыше десантного отделения, заварена крышка люка командира машины и перекомпоновано десантное отделение, в котором теперь размещаются не восемь, а шесть (по другим данным — четыре) полностью экипированных пехотинца-десантника.
После установки новой башни изменилась только высота машины: она составила 2,57 м (до верхней точки прицела) при длине 6,735 м и ширине 2,95 м. Когда пушка направлена вперед, по ходу машины, она не выступает за контуры корпуса. При повороте башни в противоположном направлении, ствол пушки выступает примерно на 1,0 м, а при повороте башни на 90° от продольной оси машины, вынос ствола составляет примерно 2,2 м.
Масса BWP-40 составляет 15,4 т, что при мощности двигателя 220 кВт обеспечивает довольно хорошее значение удельной мощности — 14,3 кВт/т. Однако увеличение массы почти на 2 т отразилось на работе двигателя, трансмиссии, подвески и ходовых качествах машины. Максимальная скорость, которую развивает BWP-40, составляет примерно 60 км/ч.

## Оценка машины
Целью разработки новой БМП было стремление значительно увеличить огневую мощь боевых машин, эксплуатировавшихся в польской армии. Таким образом в результате удачной модернизации БМП-1 до уровня BWP-40, польская армия могла бы получить достаточно мощную боевую машину, сохранив при этом всю прежнюю инфраструктуру: ремонтную базу, систему обучения личного состава, и т. д.
Недостатком BWP-40 следует считать увеличение высоты и боковой поверхности машины, которая, кроме того, утратила способность плавать при прежнем невысоком уровне защищенности заброневого пространства. Попытки усиления бронирования неизбежно привели бы к дальнейшему росту массы, которая превысила бы допустимые пределы с точки зрения возможностей двигателя, подвески и тяговой характеристики. 

Сообщалось также, что при стрельбовых испытаниях 40-мм пушка давала такую сильную отдачу, что некоторые элементы крыши корпуса и внутренних деталей деформиролвались. Слишком легкая конструкция БМП не обеспечивала нужной жесткости.

## Служба и боевое применение
Несколько машин BWP-40 в настоящее время находятся на вооружении 12-й механизированной дивизии германо-датско-польского армейского корпуса.